# حدائق المنارة

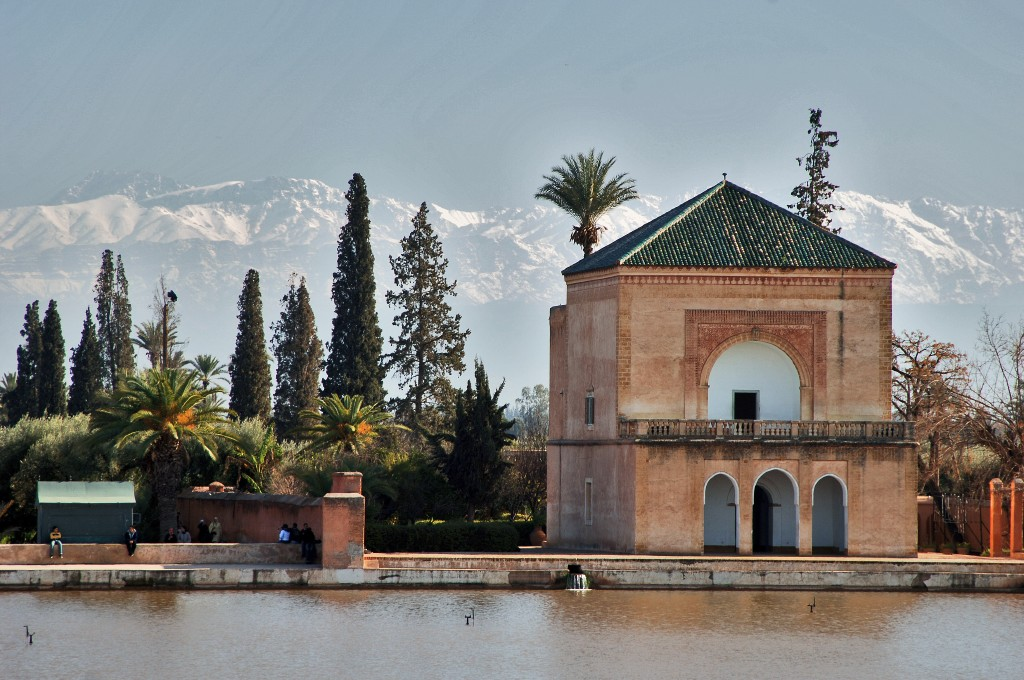
المنصة الشهيرة في قلب حدائق المنارة، وفي الخلف منظر جميل لجبال الأطلس الشاهقة

حدائق المنارة هي حديقة عامة تاريخية وبستان في مراكش، المغرب. تأسست في القرن الثاني عشر (حوالي 1157) من قبل عبد المؤمن حاكم الدولة الموحدية. إلى جانب حدائق أكدال ومدينة مراكش التاريخية المسورة، أُدرجت الحدائق موقعًا للتراث العالمي لليونسكو منذ عام 1985  م. وضعت الحدائق حول حوض مياه مركزي وخزان، وبجوارهما سرادق يعود إلى شكله الحالي من القرن التاسع عشر. يعتبر الخزان وسرادقه، اللذان غالبًا ما يكونان مؤطران على خلفية جبال الأطلس الكبير في الجنوب، أحد المناظر والرموز المميزة لمراكش.:282

## علم أصول الكلمات

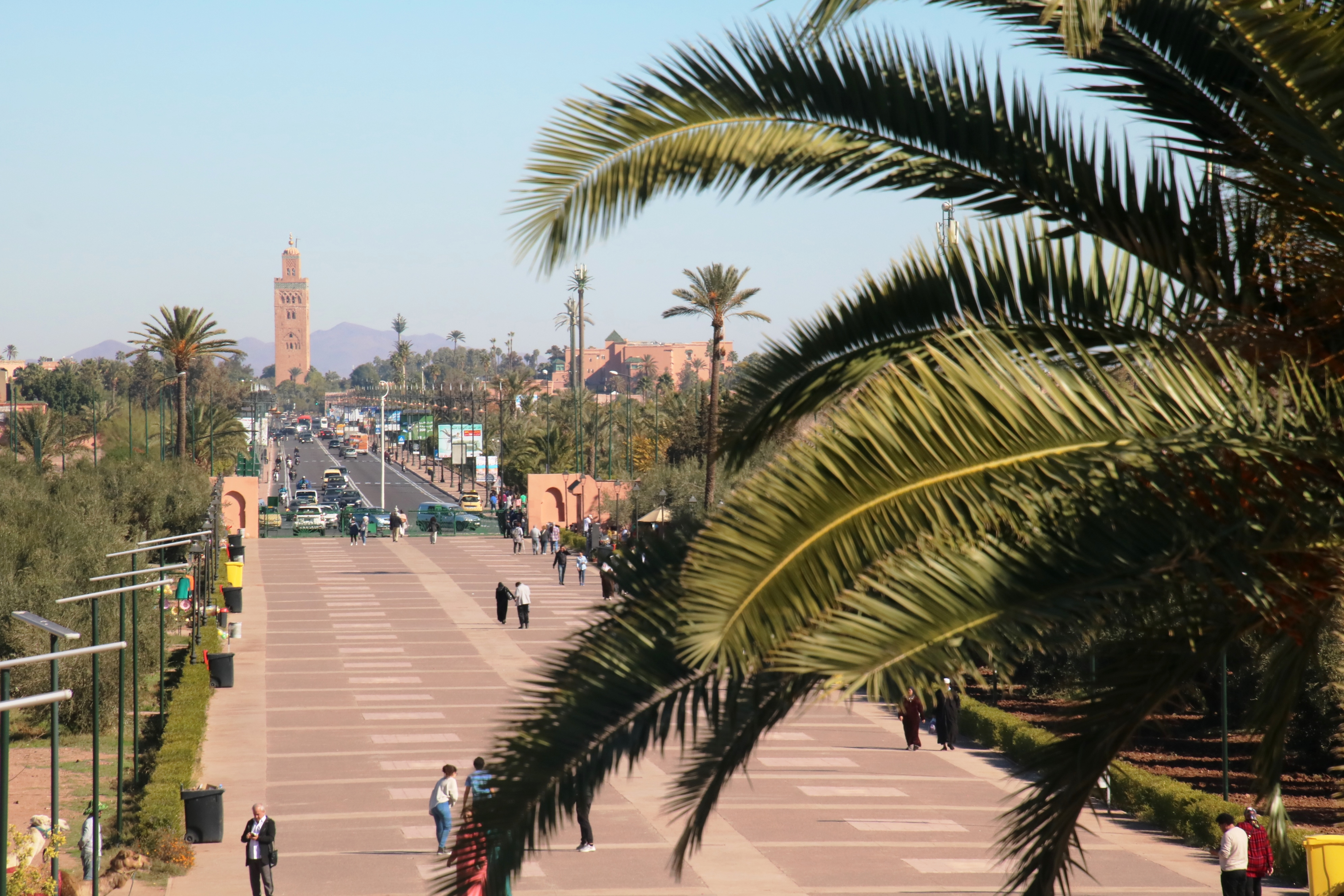
منظر من حدائق المنارة باتجاه مئذنة الكتبية شرقاً. تم اقتراح المئذنة كأحد الأصول المحتملة لاسم الحديقة، المنارة

لم يُحدد أصل اسم «المنارة» للحدائق. كان أول ظهور للاسم في عبارة «صهريج المنارة» في المصادر التاريخية عام 1579  م، خلال فترة السعديين.:196 قد تعني كلمة «المنارة» في اللغة العربية عدة معاني مثل المئذنة، الفنار، «الفانوس/المُرشد» أو أي بناء مرتفع من هذا القبيل. غالبًا ما يُقترح أن الاسم يشير إلى الجناح المكون من طابقين الذي ينتصب على حافة الخزان الرئيسي. وقد اقترح مؤرخون آخرون، مثل غاستون ديفيردون (بالإنجليزية: Gaston Deverdun)‏، أن الاسم يمكن أن يعود إلى عهد الموحدين (قبل وقت طويل من بناء الجناح الحالي) وأنه قد يكون إشارة إلى مئذنة جامع الكتبية في الشمال الشرقي. التي تأسس وبدأ في عهد عبد المؤمن.:197-198

## التاريخ
بدأ تقليد إنشاء الحدائق في ضواحي المدينة في وقت مبكر مع المرابطين الذين أسسوا مراكش عام 1070  م. أُنشئ العديد من الحدائق والعقارات والبحيرات الاصطناعية في مواقع متعددة خارج أسوار المدينة، وغالبًا ما يشار إليها باسم «البحاير»- المفرد بحيرة- وهي كلمة عربية تعني «البحر الصغير»، على الأرجح إشارةً إلى البحيرات الاصطناعية وأحواض المياه الكبيرة. استمرت عقارات الحدائق هذه في الوجود والتطور تحت حكم الموحدين الذين فتحوا المدينة في القرن الثاني عشر.
أُنشئت حدائق المنارة لأول مرة من قبل عبد المؤمن، الحاكم الموحدي الذي فتح المدينة، في عام 1157  م. استنتج العلماء هذا التأريخ من السجلات التاريخية التي تصف بناء عبد المومن لعقار ضخم في الحديقة غربي المدينة يحتوي على خزانين كبيرين للمياه. أحد هذه الخزانات هو الخزان الحالي الذي نراه قائمًا اليوم في الحدائق (1). يُعتقد أن الخزان الثاني المعني هو «صهريج البقار» (أو«صهريج البقر»)، الواقع حاليًا خارج وجنوب شرق حدائق المنارة، على مسافة قصيرة غرب باب إغلي وحدائق أكدال. لم يعد «صهريج البقار» قيد الاستخدام وهو فارغ حاليًا، لكنه ربما كان جزءًا من نفس ملكية الحديقة في ذلك الوقت. كان هذا العقار الشاسع بدوره محاطًا بجدار يبلغ طوله 6 أميال (لا وجود له اليوم). قد يكون اسمه، الذي يعني «حوض الأبقار»، إشارة إما إلى سوق مواشي قريب في ذلك الوقت أو إلى تربية الثيران لمصارعة الثيران التي جرت هنا تحت حكم الخليفة اللاحق يوسف المستنصر.:197 يتوافق موقع المنارة إلى الغرب من أسوار المدينة أيضًا مع حقيقة أن عبد المؤمن لا يزال يستخدم قصر المرابطين السابق، «قصر الحجار» (الواقع بجوار الموقع الحالي لمسجد الكتبية)، مقرًا لإقامته. تتماشى الحدائق أيضًا تمامًا مع «باب المخزن»، البوابة الغربية للمدينة، بالقرب من القصر، والتي كان من المحتمل أن يستخدمها عبد المومن للدخول والخروج من المدينة. :246 القصور اللاحقة للقصبة، التي أسسها الموحدون والتي ترتبط بها حدائق أكدال حاليًا، لم تُبنى بعد. يعتقد أن حدائق أكدال الواقعة جنوب المدينة، بدورها، تعود إلى زمن عبد المومن أيضًا، لكنها تعود بشكل قاطع إلى عهد خليفته أبو يعقوب يوسف.
يعود تاريخ إنشاء حدائق المنارة إلى عصر الموحدين حيث كانت ثكنة لتدريب الجنود على السباحة، وقد زينُوها بأشجار الزيتون في بداية القرن الثاني عشر. وفضلا عن تاريخها، تتميز حدائق المنارة بصهريج الماء وبجناحها الملكي. ويقال إن الصهريج، أقيم عام 1157  م، في عهد عبد المؤمن بن علي في القرن الثاني عشر، لكي يتدرب فيه جنود الموحّدين على السباحة وفنون القتال البحري، قبل التوجه إلى الأندلس، أو الانتشار لحماية السواحل المغربية من هجمات الأوروبيين.
حسب المصادر القديمة، كانت تسمى الحديقة وموقعها أيضًا شونتولوليا. من المحتمل أن مهندسًا من ملقة (الأندلس) يُدعى الحاج يعيش قد قام بتصميم الحدائق، وهو الذي كان مسؤولاً أيضًا عن تصميم مشاريع ميكانيكية أخرى في عهد عبد المؤمن مثل المقصورة الآلية:144 ومنبر مسجد الكتبية. يصف أحد المصادر التاريخية، وهو الحلل الموشية في ذكر الأخبار المراكشية لابن سماك، كيف استخدم الحوض المائي الثاني للعقار («صهريج البقار») في مرحلة ما لتدريب «الحفاظ»(المفرد حافظ ؛ بمعنى «قارئ القرآن») على كيفية السباحة.:197:150
مرت الحدائق والمدينة بفترة من التقهقر بعد سقوط الموحدين في القرن الثالث عشر، عندما نقل المرينيون العاصمة إلى فاس. عندما جعلت سلالة السعديين من مراكش العاصمة مرة أخرى في القرن السادس عشر، قاموا أيضًا بترميم حدائق المدينة.:282 كان السعديون هم من قاموا في البداية ببناء جناح المتعة يطل على خزان المياه. ومع ذلك، تدين الحدائق بحالتها الحالية إلى عهد اثنين من السلاطين العلويين وهما مولاي عبد الرحمن (1822-1859) وابنه محمد الرابع (1859-1873)، الذين أعادوا ترميم وإعادة زراعة كل من حدائق المنارة وأكدال. في عهد عبد الرحمن، كان ابنه محمد نائباً للملك في مراكش وكان مسؤولاً عن نقل جزء من الأعمال، والتي استمرت بعد ذلك عندما أصبح محمد نفسه سلطاناً بعد والده. بالإضافة إلى إعادة زراعة البساتين وترميم نظام إمداد المدينة بالمياه، قام محمد أيضًا ببناء الجناح الحالي على أنقاض السعديين القديم،(2) الذي اكتمل عام 1870  م. :531 حتى أوائل القرن العشرين، كانت الحدائق تُستخدم أيضًا في تربية النعام، بما يتماشى مع التقليد الطويل للسلاطين الذين يستخدمون الحيوانات البرية لإثارة إعجاب الزوار وتسليتهم.

## تجديد حدائق المنارة
وخلال حكم السعديين جرى إصلاح وإعادة استغلال المنارة كفضاء للاستراحة. وفي القرن التاسع عشر، في عهد محمد بن عبد الرحمن، السلطان العلوي الذي لقب بـ محمد الرابع وحكم ما بين 1859  م و 1873  م ، تم توسيع المحيط الجغرافي للموقع، حيث عُززت مصادر مياهه، كما بُني الجناح الملكي.

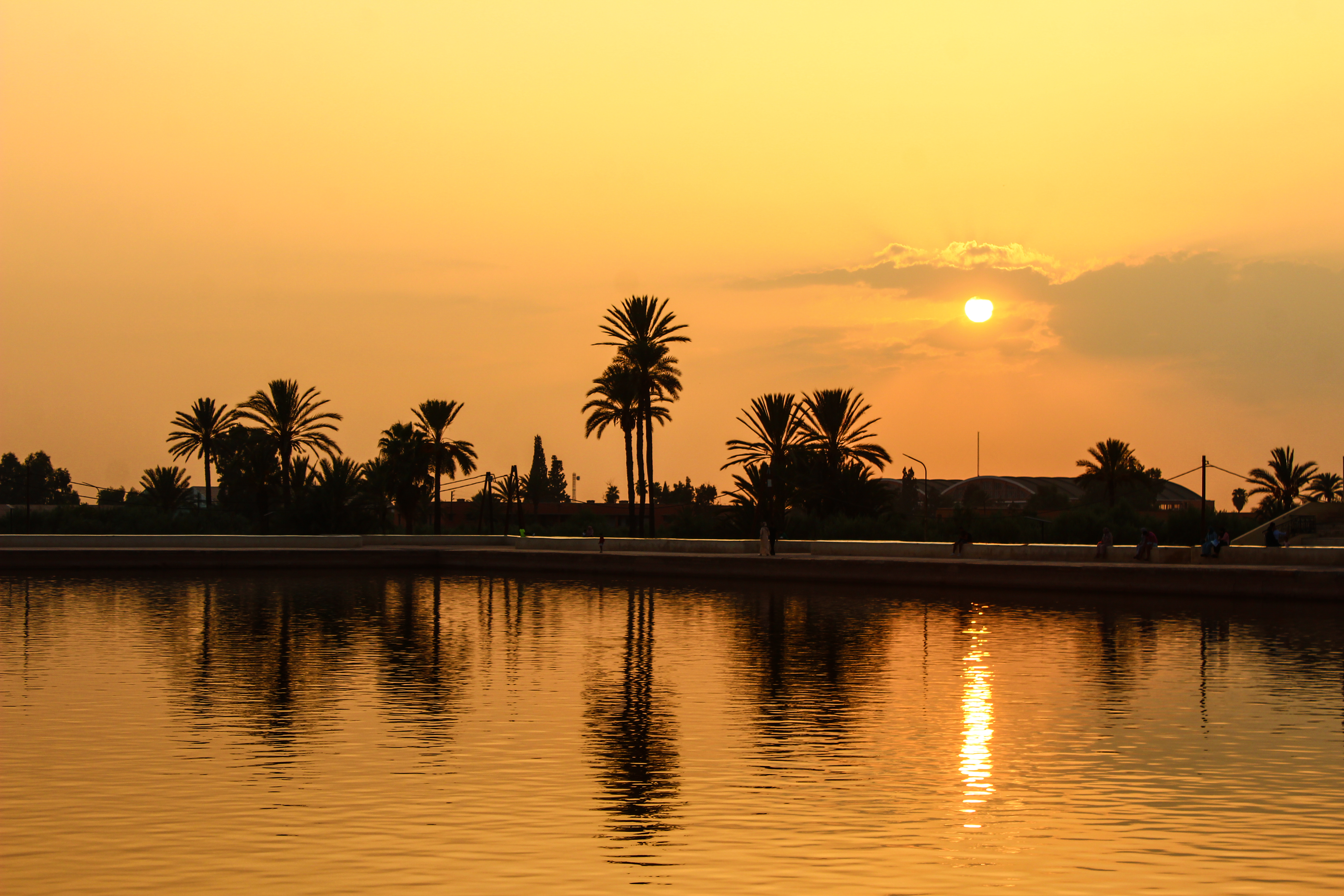
المدرج المائي لحدائق المنارة

واليوم تقدم حدائق المنارة، حسب المتخصصين، الشكل النموذجي والكلاسيكي للحدائق الملكية المغربية، التي نجد لها مثيلا في حدائق أكدال بمراكش وصهريج السواني في مكناس وجنان السبيل في فاس. ويرجّح المهتمون بعالم الحدائق أن تكون هندسة المنارة قد استلهمت من هندسة حدائق الأندلس.

## الوصف

### الموقع
تقع الحدائق في منطقة مسطحة طبوغرافية غرب المدينة، خارج أسوار المدينة التاريخية وقريبة جدًا من مطار المنارة. ما زالت هذه الحدائق إلى اليوم تتألف من حوض المياه المركزي الكبير وجناحه التاريخي وبستان كبير جدًا حوله. يغطيان معًا مساحة رباعية يبلغ طولها حوالي 1200 متر (من الشمال الغربي إلى الجنوب الشرقي) وبين 720 و 800 متر عرضًا (من الجنوب الغربي إلى الشمال الشرقي). وخزان المياه مستطيل الشكل طوله 195 مترا وعرضه 160 مترا.

### البساتين

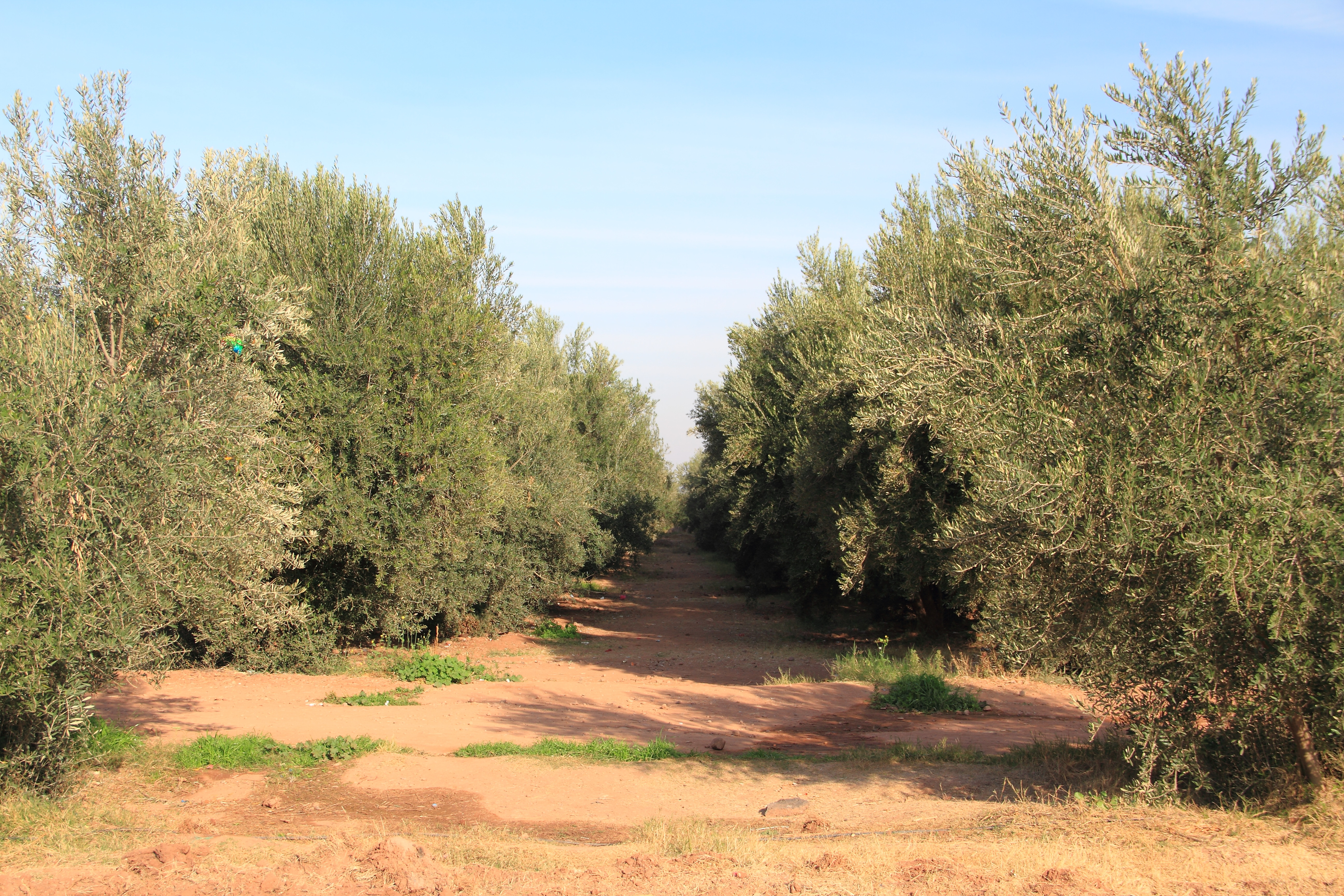
مزارع شجر الزيتون في الحدائق

صُممت الحدائق المغربية الملكية مثل المنارة لغرض زراعي إنتاجي في المقام الأول، ويأتي الغرض الترفيهي منها في المرتبة الثانية. على الرغم من عدم وجود تحقيقات أثرية شاملة عديدة لهذه الحدائق، إلا أن النصوص التاريخية توفر بعض المعلومات حول ما زُرع فيها وفي حدائق أخرى مثل أكدال. طوال تاريخها كانت تُزرع بأنواع متشابهة من الأشجار والمحاصيل، معظمها أشجار الفاكهة والزيتون. لا يزال البستان اليوم يتكون في الغالب من أشجار الزيتون وبدرجة أقل أشجار الفاكهة وأشجار السرو. تزرع الأشجار في شبكة منتظمة بطول 10 أمتار.

### نظام الري (الخطارات)
تُروى البساتين عن طريق نظام الري الذي يتطلب صيانة دورية. خلال فترات الإهمال والتدهور في تاريخ المدينة، كان عرضة للتصحر. صُممت أحواض المياه الكبيرة لتخزين كميات كبيرة من المياه التي يمكن استخدامها لسقي الحدائق على مدار العام، حتى خلال فصل الصيف عندما تكون الأنهار والمصادر الأخرى جافة عادةً. جُلبت المياه إلى المدينة والحدائق عن طريق شبكة من الخطارات وهي طريقة قديمة حيث تُحفر القنوات الجوفية في انحدار ثابت من مناطق الأراضي المنخفضة للاستفادة مباشرة من الجدول الجلي للمناطق المرتفعة (في هذه الحالة الأطلس الكبير القريب الجبال). يتم بناء خزان مياه المنارة بدوره فوق سطح الأرض بحيث يمكن ري البساتين المحيطة، الواقعة في مستوى الأرض السفلي، بمساعدة الجاذبية. يتم الوصول إلى الممشى حول الخزان بواسطة سلالم مختلفة. عند سفح الدرج على الجانب الشمالي الشرقي يوجد حوض صغير مثمن الزينة ونافورة سابقة.
وتقول الكتابات المتخصصة حول الحدائق في مراكش إن الحاجة الكبيرة من المياه اللازمة لسقي حدائق المنارة تؤمّن بواسطة تقنية الخطارات، التي هي أنظمة تقليدية لجر المياه إلى سطح الأرض، تستعمل بشكل خاص في المناطق الجافة وشبه الجافة، وتعتمد على قنوات تحت أرضية تستخدم لصرف المياه من الفرشة المائية ونقلها إلى سطح الأرض، حيث تتحول إلى سواقٍ توجّه المياه إلى الحقول والمساكن.

### مبنى المنارة
[[ملف:MD.BOUALAM Sunset El Menara.jpg|تصغير|يسار|صورة تعود لسنة 2013، تبرز لحظة غروب وانعكاس إشعاعه على معلمة المنارة، مراكش الجناح الملكي أو المنزه الذي يعود إلى القرن التاسع عشر، مبني من الحجر، له مخطط أرضي مستطيل مكون من طابقين ويعلوه سقف تقليدي ذو شكل هرمي مغطى بالقرميد الأخضر. تم وصفه بأنه مثال كلاسيكي على عمارة الجناح الملكي في المغرب خلال الفترة العلوية.:532 الطابق الأول، الذي كان عمليًا ومستخدمًا للأغراض المنزلية، يتكون من غرفة كبيرة بين أربعة أعمدة ثقيلة، بالإضافة إلى رواق خارجي ثلاثي الأقواس يتجه شمالًا ويفتح على حافة البحيرة الاصطناعية. يقع باب المدخل أيضًا على الجانب الجنوبي من المبنى. ويُصعد إلى الطابق العلوي عبر درج مستقيم حاد من 25 خطوة. يتكون هذا الطابق العلوي من غرفة كبيرة مربعة، بباب منخفض مستطيل يؤدي إلى شرفة مستطيلة على جانبها الشمالي أعلى رواق الطابق الأرضي البارز. ربما تم صنع الباب المنخفض بهذه الطريقة لمنع المتفرجين في الأسفل من رؤية داخل المبنى عندما كان مفتوحًا. يستمر الدرج المؤدي إلى الطابق العلوي أيضًا إلى السطح، حيث توفر شرفة أصغر بكثير على الجانب الجنوبي مناظر مطلة على البساتين ونحو جبال الأطلس. يقع الجناح أيضًا داخل منطقة الحديقة الصغيرة الخاصة به والمحاطة بجدار آخر، مما يفصله عن باقي الأماكن العامة المحيطة به.
كما هو الحال مع الهياكل العلوية الأخرى في القرنين الثامن عشر والتاسع عشر، فإن زخرفة الجناح متقاربة نسبيًا مقارنة بالفترات السابقة للعمارة المغربية. من الخارج، زوايا وحواف جدران الجناح مطلية لتبدو وكأنها ربط الماني، بينما رُسمت الزخارف الهندسية والكتابية حول باب المدخل الجنوبي وحول بعض النوافذ. أُطر باب الشرفة الشمالية المطلة على المياه من الخارج بقوس كبير وبارز نصف دائري مظلل بحجر العقد. ورُسمت ركائز القوس بزخارف العربية، يعلوه شريط أفقي ضيق يملأ بنقش عربي يتضمن تاريخ الانتهاء من البناء (1286 ه). نفذت جميع الزخارف المطلية بألوان مغرة على طبقة من الجبس تغطي المبنى من الداخل والخارج. تحتوي الغرف الداخلية للمبنى على زخرفة تتكون من خطوط مطلية تسلط الضوء على أسقف قنطرة الفخذ، وجص منحوت ومطلي بأنماط هندسية حول النوافذ والأبواب، وأسقف خشبية مطلية وأوراق أبواب.

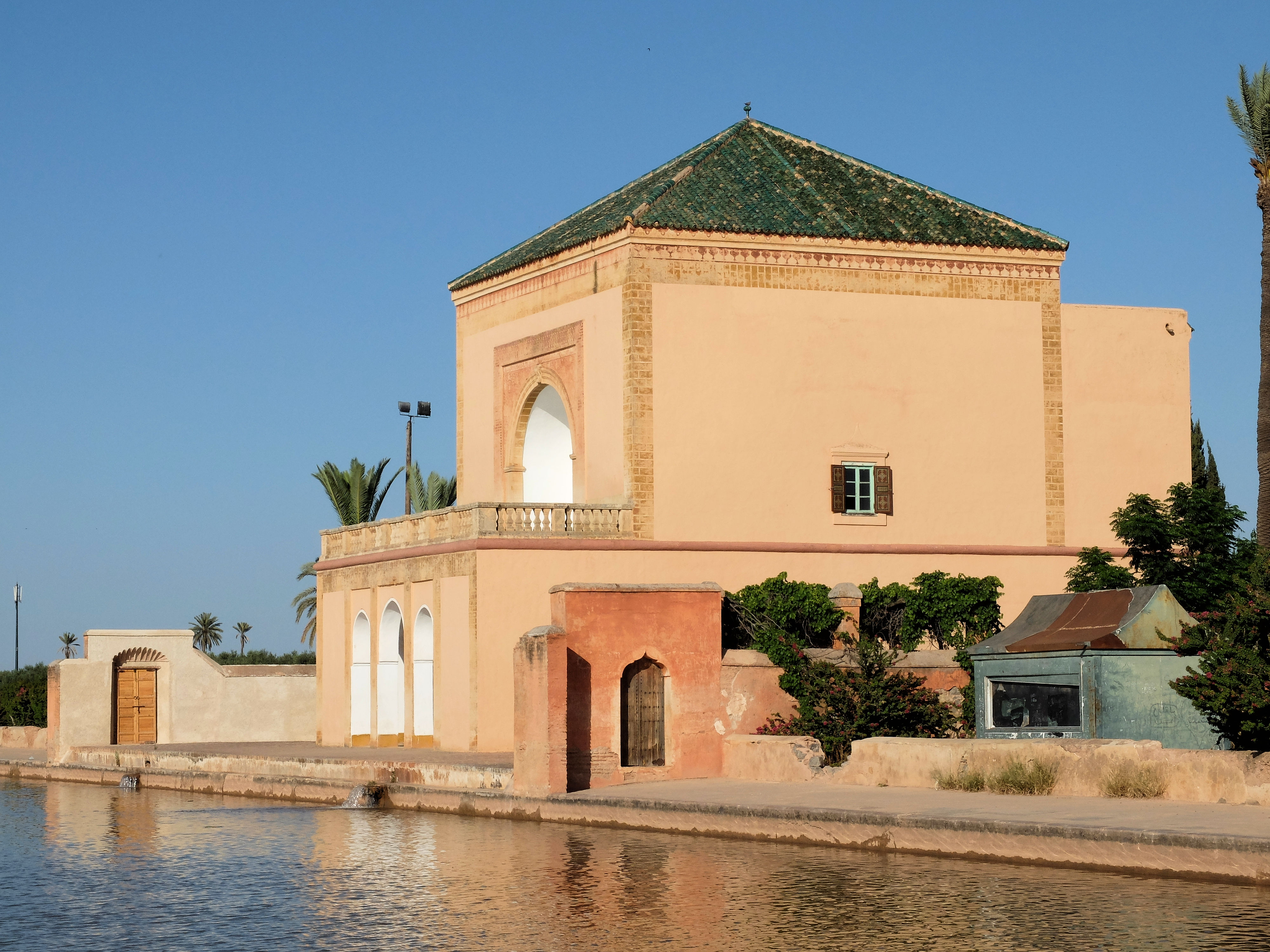
منظر للجناح والهيكل المحيط به المسور على حافة الخزان
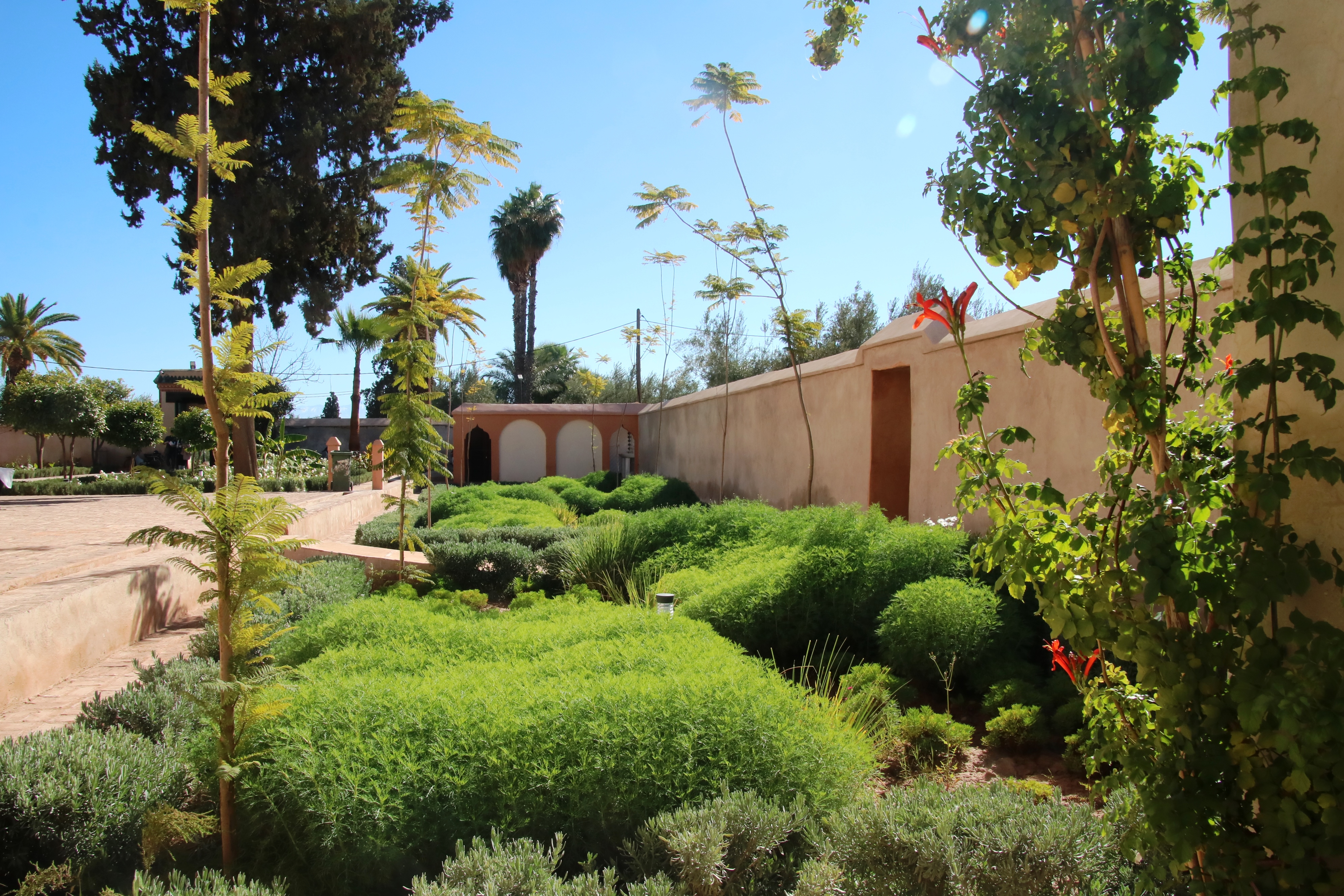
الضميمة الداخلية للحديقة حول الجناح
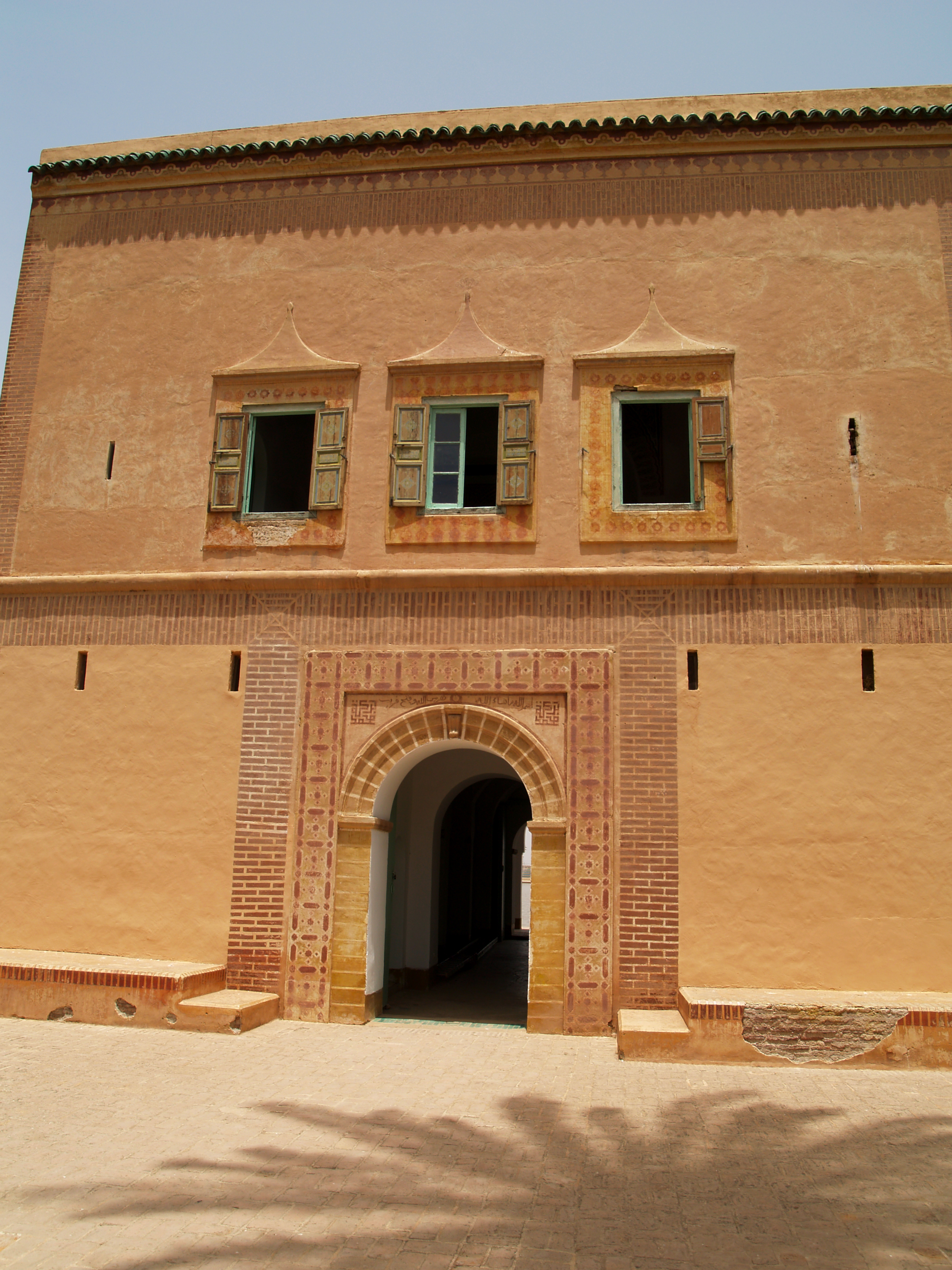
المدخل الجنوبي للجناح
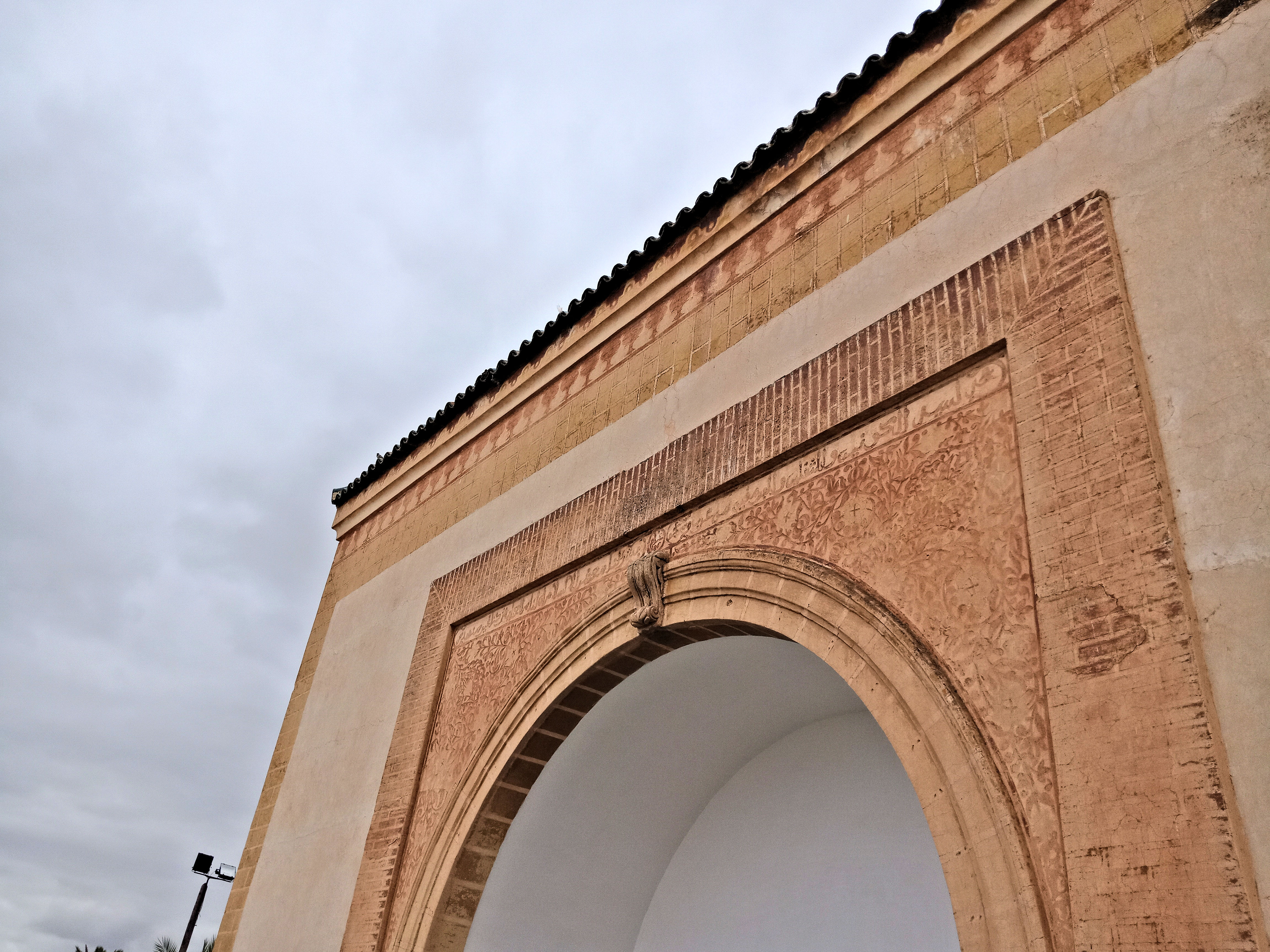
زخرفة مطلية حول قوس أعمى فوق الشرفة الشمالية
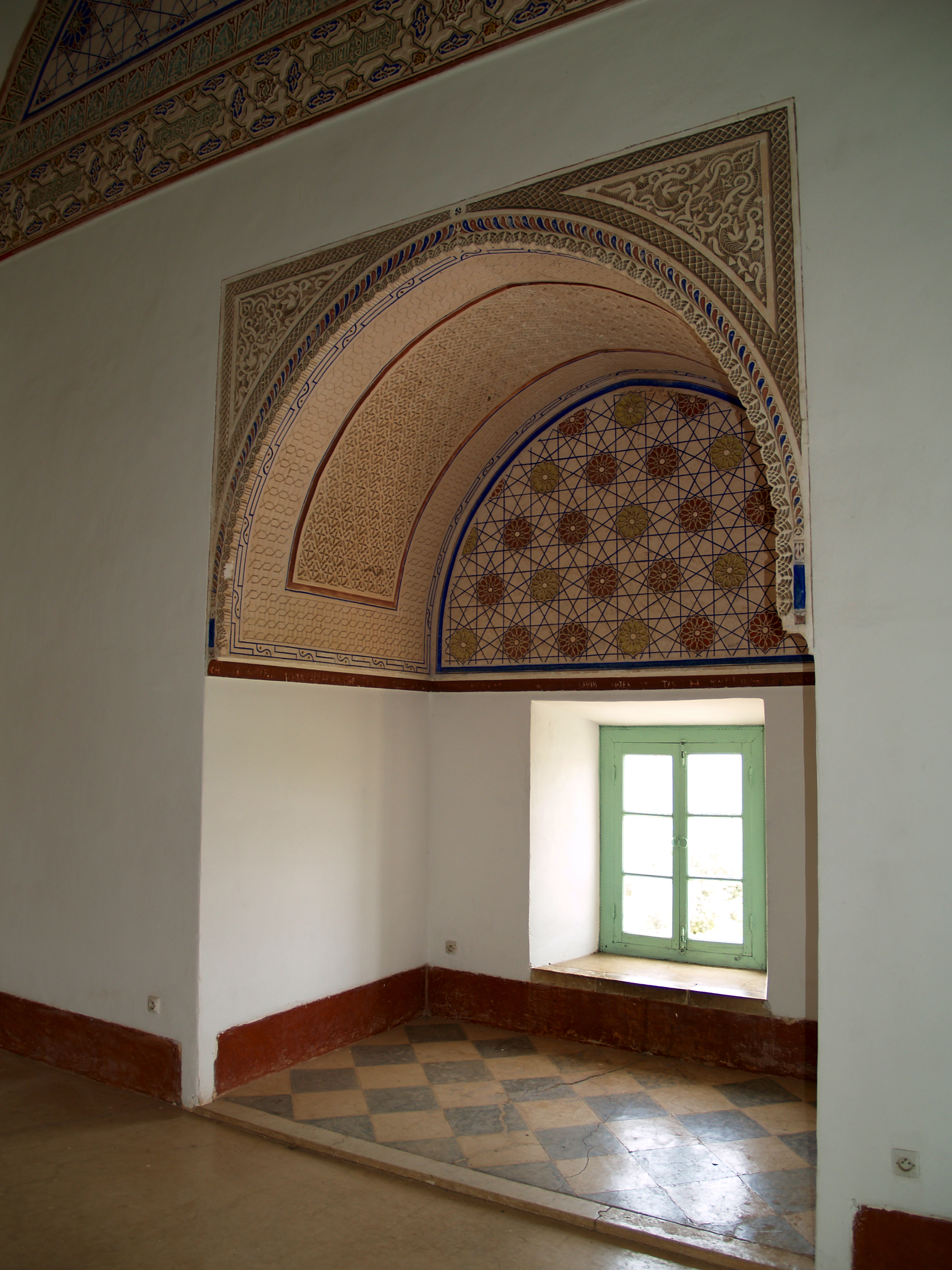
داخل الجناح ، مع زخرفة جصية حول النافذة
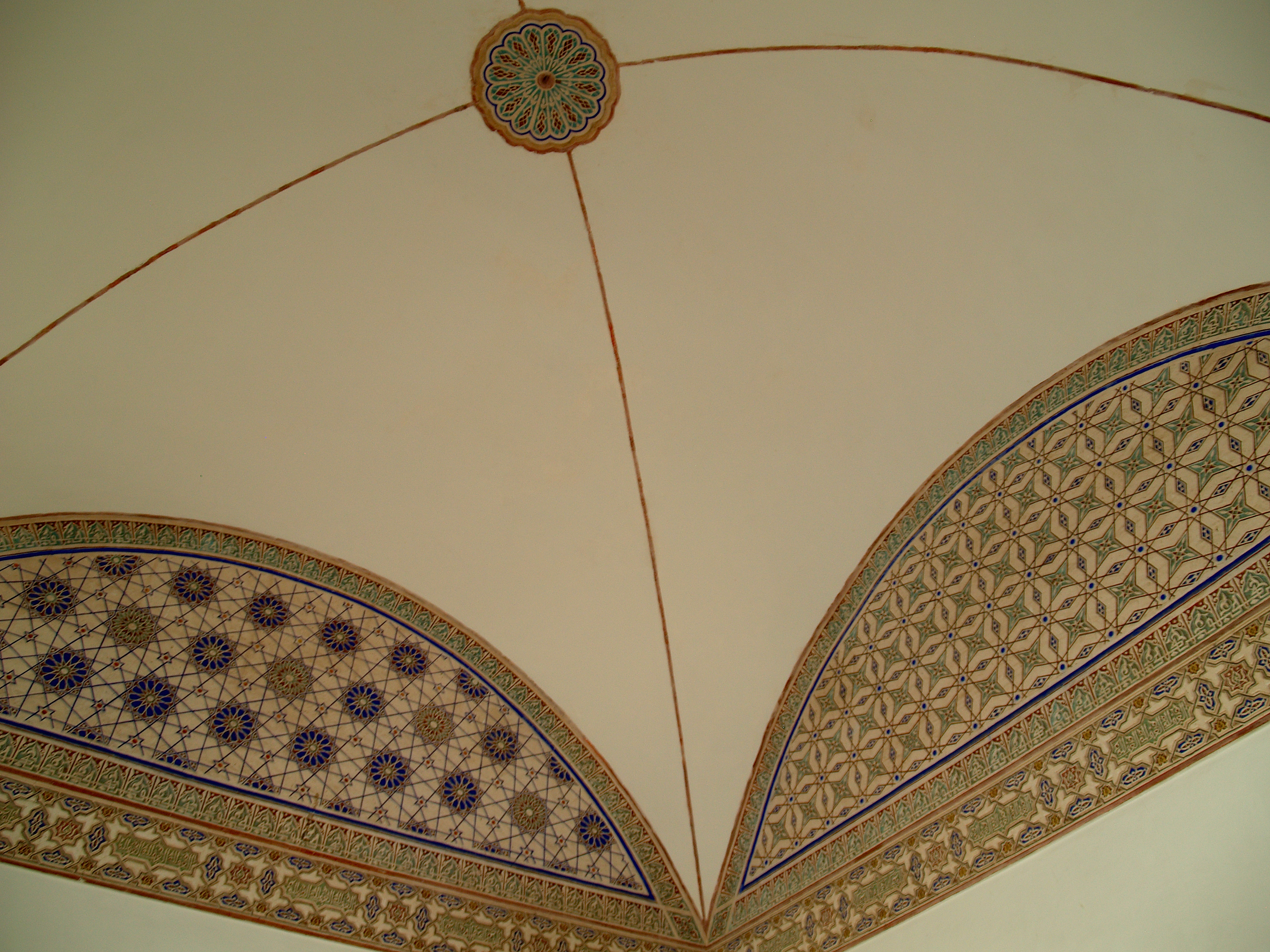
زخرفة ملونة حول سقف مقبب
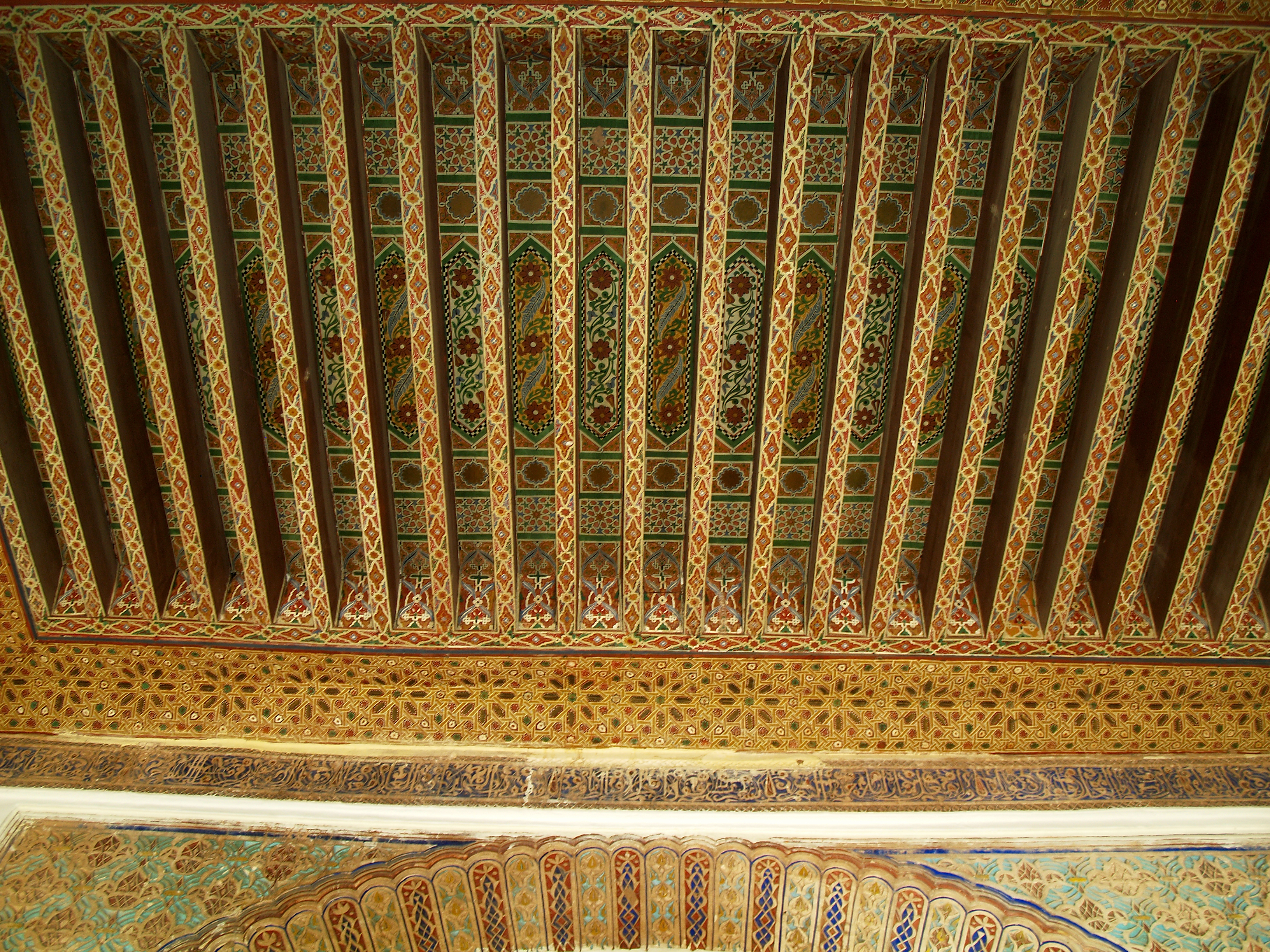
سقف من الخشب المطلي في الجناح

## تصنيف
وصنفت منظمة اليونسكو حدائق المنارة واكدال من بين معالم الثراث الثقافي العالمي سنة 1985.

## توأمة
لحدائق المنارة اتفاقيات توأمة مع كل من:
- فيليكو ترنوفو (24 مارس 2001 -)
- Veliko Tarnovo Municipality [الإنجليزية]‏ (24 مارس 2001 -)

## وصلات خارجية
- وزارة السياحة المغربية
- المكتب الوطني المغربي للسياحة
- موقع جغرافية المغرب
- موقع زوروا المغرب
- المغرب

## الهوامش
- 1: يمكن أنه عُدل بشكل طفيف في عمليات الترميم اللاحقة.[13]
- 2: يستشهد عدد أقل من المصادر بالسلطان العلوي السابق في القرن الثامن عشر محمد بن عبد الله، الذي أعاد ترميم وبناء العديد من المباني الأخرى في مراكش، باعتباره الشخص الذي أعاد ترميم حدائق المنارة، على الرغم من أن بناء الجناح هو مؤرخ بدقة بفضل نقش على مدخل شرفتها.